# Franco Cesarini
Pour les articles homonymes, voir Cesarini.
Franco Cesarini (né le 18 avril 1961 à Bellinzone en Suisse) est un compositeur, chef d'orchestre et musicien suisse.

## Biographie
Né en 1961 à Bellinzone en Suisse, Franco Cesarini commence son cursus musical au conservatoire de Milan, en Italie, au piano et à la flûte. Il complète sa formation auprès de Peter-Lukas Graf au Conservatoire de Bâle, en Suisse, où il obtient les diplômes de professeur de musique et de concertiste ainsi qu’un prix de direction d’orchestre et un prix de composition auprès de Robert Suter et Jacques Wildberger. Franco Cesarini est lauréat de plusieurs concours en tant que  soliste, notamment du Premier prix à l’unanimité du Concours National Suisse d'Exécution Musicale en 1981. En 1984, il obtient une bourse de la Fondation Ernst Göhner-Migros. Il a ensuite été professeur au Conservatoire de Zurich  (1989-2006) puis au Conservatorio della Svizzera Italiana à Lugano depuis 2001. En 2001, l’Université d’État du Sud-Est du Missouri de Cape Girardeau aux États-Unis, l’invite en tant que compositeur en résidence. Depuis 1998, il est à la tête du Civica Filarmonica de Lugano. Franco Cesarini est un compositeur particulièrement polyvalent. Son catalogue comporte outre des pièces pour orchestre d'harmonie, des compositions pour ensemble de musique de chambre, pour divers instruments solo, pour voix, piano, Quatuor à Cordes et Orchestre Symphonique. Franco Cesarini a été récompensé de plusieurs prix de composition dont le Prix de la fondation Pro Helvetia (Fondation Suisse pour la promotion culturelle), Prix de la fondation "In memoriam Stephan Jaeggi", Prix Suisse 2004. D’autre part, il est très sollicité en tant que membre de jurys nationaux et internationaux et chef invité. La plupart de ses œuvres ont déjà été enregistrées par des formations et interprètes prestigieux, et sont disponibles en CD.

## Œuvres

### Œuvres pourorchestres
- 1991-1992 Pastorale d'automne opus 11 alla memoria di Arthur Honegger (1892-1955)
- 1998-2003 Poema alpestre opus 21b - pour orchestre symphonique
- 1996-2014 Myricae opus 47 - pour soprano et orchestre symphonique

### Œuvres pour orchestres à vent (orchestre d'harmonieoubrass band)
- 1979-1993 Ukrainian Rhapsody opus 3
- 1980 Suite ancienne opus 1
- 1981 Festival Fanfare
- 1986 A Festival Anthem opus 6
- 1987 Interlude for Band opus 7
- 1988-1989 Mexican Pictures opus 8 - Suite for Symphonic Band
  1. El Butaquito
  2. Romance Mejicano
  3. Bailaviejo
  4. La Charreada
- 1990 Convergents opus 9a - An Overture for Concert Band
- 1991 Celebration Fanfare
- 1991 Brass Dynamics opus 10a pour Brass-Band
- 1991-1993 Dynamic Overture opus 10b
- 1992 Pastorale de Provence opus 12 - Folk Song Suite for Concert Band
  1. La Villageoise (The Village Maiden)
  2. Le petit berger (The Little Shepherd)
  3. La Princesse (The Princess)
  4. Le Lutin (The Imp)
- 1992-1993 Mosaici bizantini opus 14 - Three Symphonic Sketches for Concert Band
  1. The Nativity
  2. The Temple of Jerusalem
  3. Angel of the Resurrection
- 1993 The Idol of the Flies opus 13 - A Tone Poem from Jane Rice für Brass-Band
- 1994 The Haunter of the Dark opus 17a - A Tone Poem from Howard Phillips Lovecraft (1890-1937) für Brass-Band
- 1994-1995 The Haunter of the Dark opus 17b - A Tone Poem from H. P. Lovecraft
- 1995 Harlequin opus 18 - An Overture for Concert Band 1995
- 1996 Jubilee Fanfare
- 1996 Alpina Fanfare
- 1996 Le cortège du roi Renaud opus 19 - Suite for Concert Band
  1. La Porcheronne
  2. La marquise empoisonnée
  3. La maumariée vengee
  4. La belle engloutie
  5. Le tueur de femmes
- 1997 Leviathan opus 20 - An Apocalyptic Remembrance for Symphonic band
- 1998-1999 Poema alpestre opus 21a - pour orchestre d'harmonie
  1. Nebbia
  2. Della Malinconia
  3. Luce Improvvisa
  4. Operationes Spirituales
  5. Alpeggio
  6. Tormenta
  7. Dello Stato Divino
- 1999 Variations on a French Folk Song - (Sur le pont d'Avignon) opus 22
- 2000-2001 Greek Folk Song Suite opus 25 - Suite for Concert Band
  1. O Charalambis
  2. Stu Psiloriti
  3. Vasilikos tha jino
- 2000-2001 Tom Sawyer Suite opus 27 - Five scenes from Mark Twain
  1. Tom Sawyer
  2. Huckleberry Finn (Ring, Ring de Banjo)
  3. Becky Thatcher
  4. Injun Joe
  5. Finale
- 2000-2002 Blue Horizons opus 23b - Three Symphonic Sketches for Concert Band
- 2002 Solemnitas opus 29 - Variations and Fugue on a Swiss Folk Tune
- 2003-2004 Cossack Folk Dances opus 31 - Suite for Concert Band
- 2004 Piccola Suite Italiana opus 32 - Suite for Concert Band
- 2004 Huckleberry Finn Suite opus 33 - Four Scenes from Mark Twain
- 2005 Caucasian Sketches opus 36 - Suite for Concert Band
- 2006 A Joyful Fanfare opus 38/1
- 2006 Bulgarian Dances opus 35 - Pièce imposée pour les harmonies première catégorie à la fête fédérale des musiques de Lucerne.
- 2007 A Triumphal Fanfare opus 38/2
- 2007 Renaissance Suite opus 39a - Suite for Concert Band
- 2007-2008 Concerto Rococò opus 40 - for Flute and Wind Orchestra
- 2008 Images of a City opus 42 - an Overture
- 2011 Bulgarian Dances Part II opus 43 - Pièce imposée pour les brass bands catégorie excellence à la fête fédérale des musiques de St-Gall.
  1. Lale li si, zyumbyul li si, gyul li si (Are you a tulip, a hyacinth or a rose)
  2. Oi shope, shope (song from the Shopsko region)
  3. Damba
- 2012 Old Russian Romances opus 44 - Suite for Concert Band
- 2013 Arizona opus 46 - Overture on an Indian Folk Melody

- 2012 Puss in Boots opus 45 - A Tale for Narrator and Wind Orchestra from Charles Perrault

- 2013 Arizona opus 46 - Overture on an Indian Folk Melody

- 2014 Concertino for Clarinet opus 48

- 2015 Colorado opus 49 - Overture on a Traditional Arapaho Folk Song - Pièce imposée pour les harmonies troisième catégorie à la fête fédérale des musiques de Montreux (2016).

- 2015 Symphony #1 "The Archangels" opus 50
  1. Gabriel, the Messenger of Light
  2. Raphael, the Guide of Souls
  3. Michael, the Prince of the Heavenly Host
  4. Uriel, the Time Keeper

- 2016 Caribbean Symphonette opus 51
  1. Bachata
  2. Salsa
  3. Merengue

- 2016 Equestrian Symphonette opus 52
  1. Racing trot
  2. Walk
  3. Canter and Gallop

- 2016 The White Thrill opus 53 - An Overture

- 2018 Symphony #2 "Views of Edo" opus 54
  1. The Pagoda at Zojoji Temple
  2. The City Flourishing
  3. Temple Gardens at Nippori
  4. Cherry Blossoms Along the Tama River
  5. Senju Great Bridge

- 2020 Symphony #3 "Urban Landscapes" opus 55
  1. The Wrigley Building from Dawn to Noon
  2. Blue Silhouette
  3. Cloud Gate